# 大乗院 (札幌市)

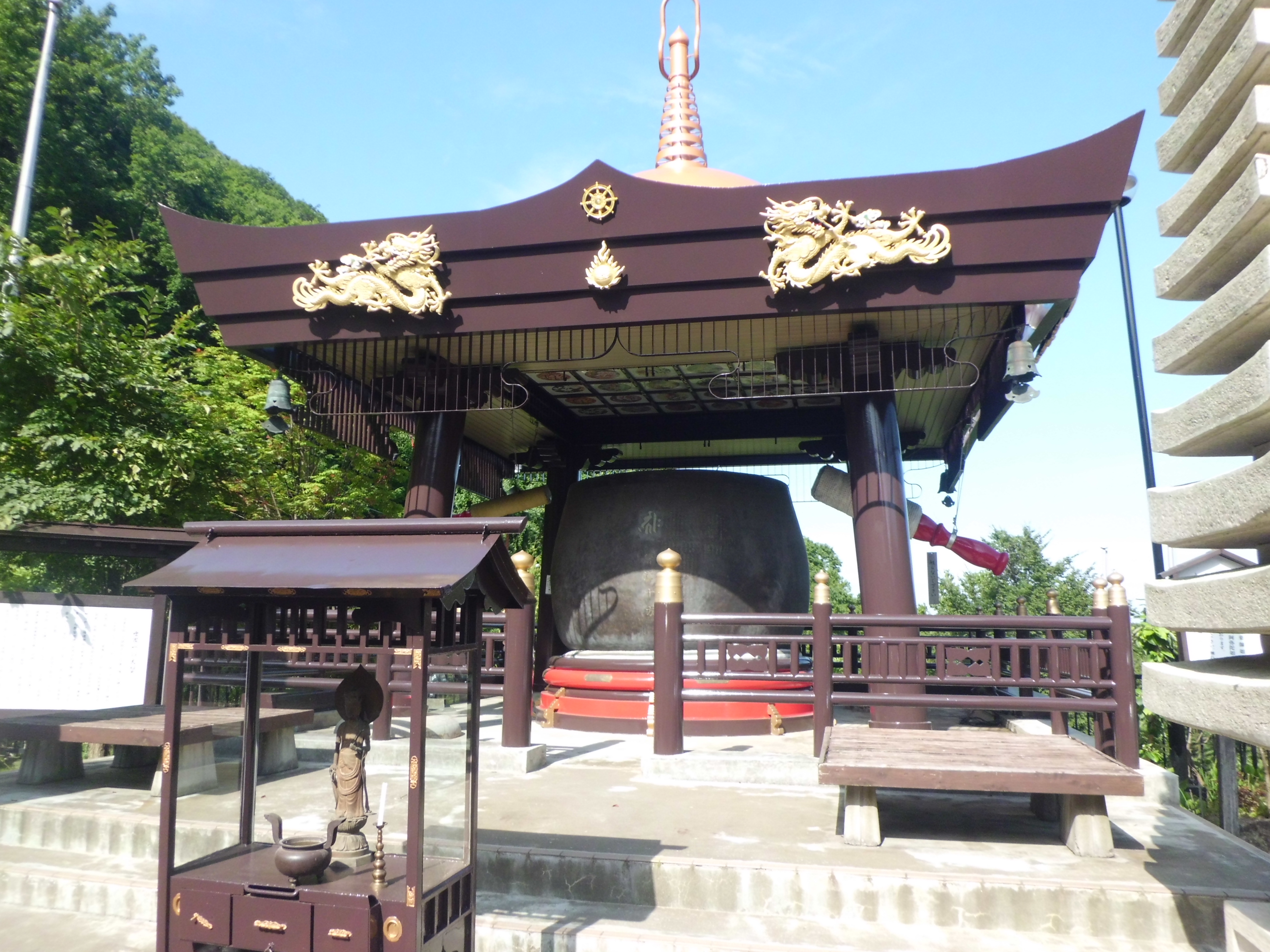
大鏧

大乗院（だいじょういん）は、北海道札幌市中央区宮の森1263−3にある曹洞宗の寺院。薬王寺と国安寺の2寺が大乗院によってまとめられている。中央区宮の森と盤渓を結ぶ峠を越える山道沿いにあり、木々が繁る季節になると周囲の緑が美しい。寺の前にはばんけいバスの「大乗院お寺前」停留所がある。
境内には不動明王や観音菩薩など多様な像が置かれており、門前にはなぜか狸の置物まである。
当寺院の大鏧（だいきん…大型の鉢）は世界一の大きさといわれる。直径2.4メートル、高さ2.1メートル、重さは3トンに及ぶ。一度鳴らしたなら、1分30秒は振動し続けるという。